# Valaská Belá
Valaská Belá (bis 1927 slowakisch „Valašská Belá“; ungarisch Bélapataka – bis 1900 Valaszkabella) ist eine Gemeinde in der Slowakei.

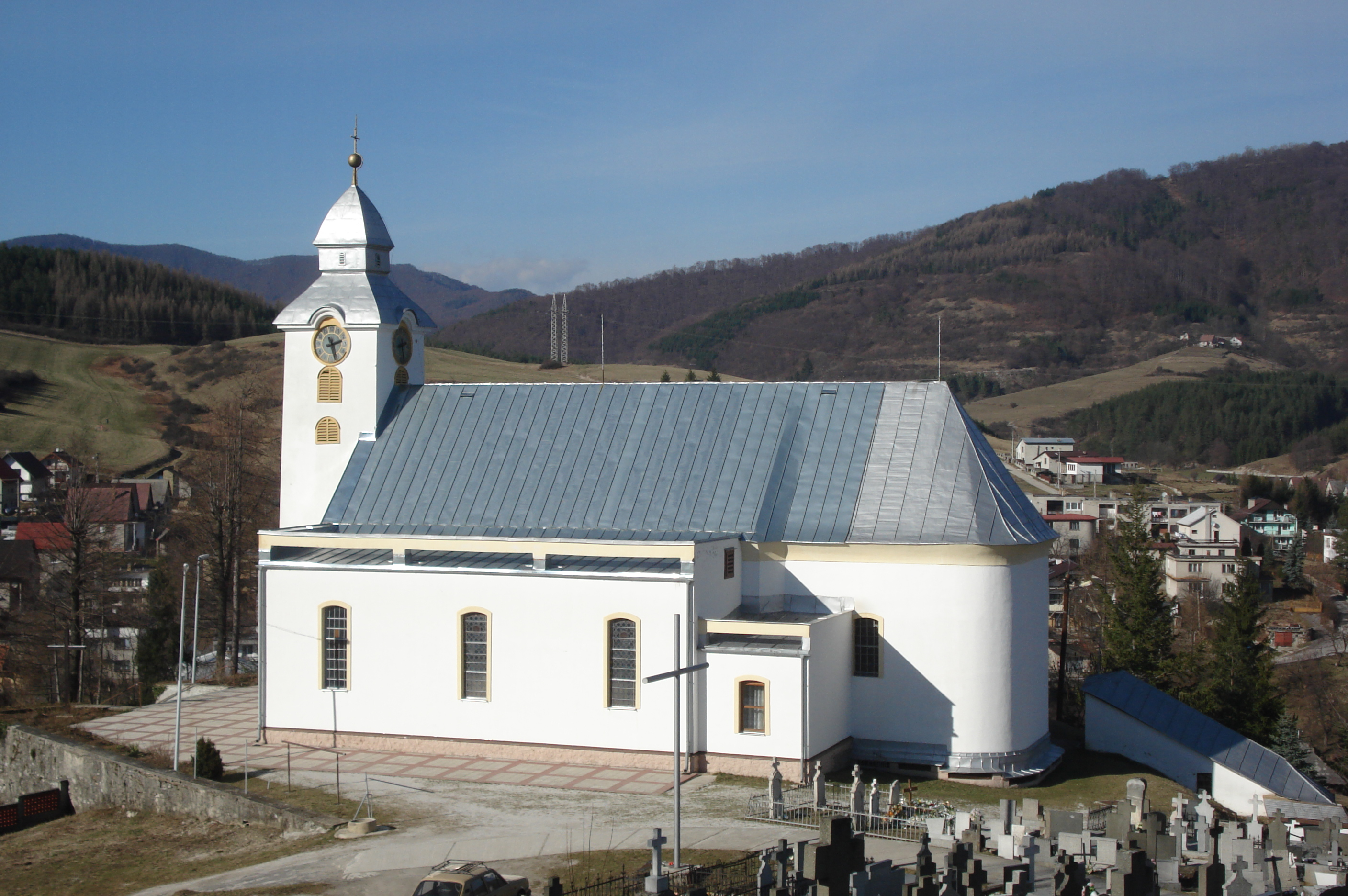
Kirche

Der Ort wurde 1324 zum ersten Mal schriftlich als Belafelde erwähnt. 
Zur Gemeinde gehören neben dem eigentlichen Ort noch die Ansiedlungen Gápel (deutsch Gapel), Matušíková, Stanáková, Studenec und Škrípov.
Der Ort wurde im Mittelalter nach walachischem Recht gegründet und gehörte damals zur Herrschaft der Familie Újfalussy, ab 1427 der Herrschaft Bossányi, später dem Bistum Neutra, der Familie Rudnay, der Familie Splényi und im 16. Jahrhundert schließlich der Burg Košeca. Die Einwohner waren in der Landwirtschaft beschäftigt. Der Ortsteil Gápel, welcher westlich des Hauptortes liegt, kam erst 1960 durch Ausgliederung aus der Gemeinde Zliechov zum Gemeindegebiet.

## Bevölkerung
| Jahr                | 1994 | 2004     | 2014    | 2024     |
| ------------------- | ---- | -------- | ------- | -------- |
| Anzahl der Personen | 2599 | 2327     | 2171    | 1905     |
| Unterschied         |      | −10,46 % | −6,70 % | −12,25 % |

| Jahr                | 2023 | 2024    |
| ------------------- | ---- | ------- |
| Anzahl der Personen | 1946 | 1905    |
| Unterschied         |      | −2,10 % |

## Sehenswürdigkeiten
- römisch-katholische Kirche im klassizistischen Stil von 1800